# Wohnbevölkerung
Unter Wohnbevölkerung versteht man in der Bevölkerungsstatistik zumeist alle Einwohner und Personen, die am maßgebenden Ort ihre alleinige Wohnung haben beziehungsweise bei Einwohnern, die mehrere Wohnsitze haben, nur diejenigen, die vom maßgebenden Ort aus ihrer Arbeit, Ausbildung oder Schulbildung nachgehen. Die Zählung der Wohnbevölkerung erfolgt über Volkszählungen.
In der Schweiz ist dieser Begriff heute noch üblich und wird weiter differenziert.

## Definition (Deutschland)
Bei dem heute von den meisten Statistischen Ämtern nicht mehr verwendeten Begriff zählen also nur solche Personen als Einwohner, die am maßgebenden Ort ihren überwiegenden Aufenthalt haben. Die Frage, ob es sich hierbei um die Haupt- oder Nebenwohnung handelt ist hier nicht maßgebend. Da in Universitätsstädten die Studenten meist nur mit einer Nebenwohnung gemeldet sind, ist dies unerheblich. Sie zählen bei der Wohnbevölkerung mit, weil sie in der Regel noch bei ihren Erziehungsberechtigten angemeldet sind.
Berufssoldaten und Soldaten auf Zeit sowie Angehörige des Grenzschutzes und der Polizei in Gemeinschaftsunterkünften werden der Wohnbevölkerung ihrer Standortgemeinde zugerechnet. Dagegen werden Soldaten im Grundwehrdienst oder auf Wehrübung zur Wohnbevölkerung der Gemeinde gezählt, in der sie vor ihrer Einberufung wohnten. Ausgenommen sind Angehörige der ausländischen Stationierungsstreitkräfte sowie der diplomatischen und konsularischen Vertretungen mit ihren Familienangehörigen. Bei der Volkszählung am 17. Mai 1939 rechneten auch die ihrer Dienstpflicht nachgehenden Soldaten sowie die Arbeitsmänner und Arbeitsmaiden (dienstpflichtige Frauen) im Reichsarbeitsdienst zur Wohnbevölkerung der Garnisonsgemeinde und nicht der Heimatgemeinde.

## Definition (Schweiz)
In der Schweiz werden seit 2011 unterschieden:
- die ständige Wohnbevölkerung (am Hauptwohnsitz). Sie umfasst alle schweizerischen Staatsangehörigen mit einem Hauptwohnsitz in der Schweiz sowie alle ausländischen Staatsangehörigen mit einer Anwesenheitsbewilligung für mindestens 12 Monate oder ab einem Aufenthalt von 12 Monaten in der Schweiz (Ausländerausweise B/C/L/F oder N oder EDA-Ausweis, d. h. internationale Funktionäre, Diplomaten und deren Familienangehörige). Die meisten Angaben des Bundesamtes für Statistik beziehen sich auf diese "Referenzbevölkerung" und so werden auch Mehrfachzählungen einer Person vermieden.[1]
- die nichtständige Wohnbevölkerung  am Hauptwohnsitz (z. B. Ausländer mit einer Kurzaufenthaltsbewilligung für weniger als 12 Monate, Personen im Asylprozess mit einer Gesamtaufenthaltsdauer von weniger als 12 Monaten)
- die Wohnbevölkerung am Nebenwohnsitz (z. B. Wochenaufenthalter mit hinterlegtem Heimatausweis)

Der frühere Begriff der "wirtschaftlichen Wohnbevölkerung" wird nicht mehr verwendet. Sie wurde aufgrund der Gemeinde ermittelt, welche eine Person als ihren Lebensmittelpunkt bezeichnete (als Selbstdeklaration).
Gemeinden verwenden für ihre Planungen in der Regel die Gesamtbevölkerung als Summe der drei Teile, da alle Personen die Infrastruktur benutzen und bei Planungen berücksichtigt werden müssen. Z. B. Bern definiert diese als „alle in der Stadt Bern mittels Heimatschein, Heimatausweis oder Ausländerausweis registrierten Personen, unabhängig von Aufenthaltsdauer, An- und Abwesenheitsmeldungen“.

## Geschichte (Deutschland)
Die Erfassung der Einwohner nach der Definition der „Wohnbevölkerung“ wurde im Deutschen Reich mit dem Datum der Volkszählung vom 16. Juni 1925 (in Österreich ab 1923) eingeführt und ersetzte die bei der Zählung am 1. Dezember 1871 (in Österreich ab 1869) zum ersten Mal verwendete Methode nach der Definition „Ortsanwesende Bevölkerung“. Dieser heute meist nicht mehr verwendete Begriff beinhaltet alle Einwohner, die sich an einem bestimmten Stichtag an dem maßgebenden Ort aufgehalten haben, einschließlich der Militärpersonen. Dies führte vor allem zu Problemen bei Personen, die sich auf Reisen befanden und somit gelegentlich sowohl an ihrem Aufenthaltsort und oftmals auch noch an ihrem eigentlichen Wohnort gezählt wurden (Doppelzählung). Frühere Methoden der Erfassung der Bevölkerung waren nach uneinheitlichen Erhebungsverfahren durchgeführt worden.
Der Begriff „Wohnbevölkerung“ wurde im geltenden Melderecht durch den Begriff „Bevölkerung am Ort der Hauptwohnung“ (Hauptwohnsitz) ersetzt (§ 7 der Meldeordnung der DDR vom 15. Juli 1965, § 12 des Melderechtsrahmengesetzes der Bundesrepublik Deutschland vom 16. August 1980 und § 1 des Meldegesetzes 1991 Österreichs). Die Meldeordnung der DDR von 1965 trat am 1. Januar 1966 in Kraft. Die neuen Gesetze auf Basis des Melderechtsrahmengesetzes von 1980 wurden in der Bundesrepublik in den einzelnen Bundesländern ab 1. April 1983 und nach der Wiedervereinigung auch in den neuen Bundesländern ab 3. Oktober 1990 eingeführt. In Österreich trat das Meldegesetz 1991 am 1. Januar 1995 in Kraft.
Zur „Bevölkerung am Ort der Hauptwohnung“ zählen Personen, die im betreffenden Gebiet ihre alleinige beziehungsweise ihre Hauptwohnung haben. Für Verheiratete mit mehreren Wohnungen, die nicht dauernd getrennt (die also gemeinsam in einem Haushalt) leben, gilt die Wohnung als Hauptwohnung, die sie als vorwiegend benutzte Wohnung gemeldet haben. Für alle übrigen Personen mit mehreren Wohnungen gilt die vorwiegend benutzte Wohnung als Hauptwohnung. Da Studenten oftmals nur einen Zweitwohnsitz in der Universitätsstadt haben, werden diese somit von den Statistischen Ämtern im Gegensatz zur Definition „Wohnbevölkerung“ nicht zu den Einwohnern des maßgebenden Ortes gerechnet.